# Все королівське військо (фільм, 1971)
«Усе королівське військо» (рос. «Вся королевская рать») — білоруський радянський трисерійний телевізійний художній фільм за романом «Все королівське військо» Роберта Пена Воррена, знятий в 1971 році на кіностудії «Беларусьфільм».

## Історія створення

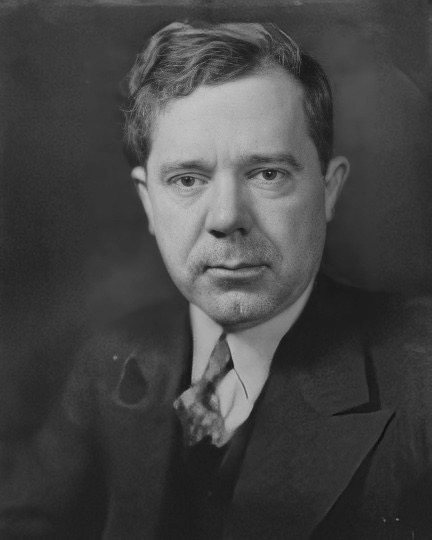
Г'юї Лонг, губернатор Луїзіани, прототип Віллі Старка

Спочатку на роль Віллі Старка планувався актор Павло Луспекаєв, проте він помер під час зйомок фільму, коли було знято близько 30 відсотків фільму. У зв'язку з тим, що Луспекаєв був виконавець головної ролі — довелося перезнімати все з початку. Після смерті Луспекаєва на головну роль розглядалося декілька акторів, зокрема Сергій Бондарчук, Армен Джигарханян, Олег Єфремов. Врешті було запрошено Георгія Жженова. Роль Віллі Старка стала для нього улюбленою.
За легендою, для перевірки достовірності типажу губернатора було запрошено американця консультанта, який вказав на фотографію Жженова, як на найвідповідніше обличчя для цієї ролі. Жженов нагадував губернатора Луїзіани Г'юї Лонга, який став прототипом Віллі Старка.

## Сюжет
Дія фільму відбувається в США, але не в 1930-ті роки, як в романі Воррена, а, судячи по антуражу, в другій половині 1960-х. Енергійний, амбітний і не гребуючий засобами провінційний політик Віллі Старк стає губернатором штату. Зі своїми противниками Старк бореться з допомогою демагогії, шантажу, підкупу і погроз, противники користуються тими ж засобами. Проте на відміну від супротивників Старк добивається фінансування і будівництва доріг, лікарень і мостів на території штату. Віце-губернатором Старк робить Крихту Дафі — безпринципного авантюриста, що перебіг на бік Старка з табору його головного політичного конкурента Макмерфі. Наступним етапом кар'єри Старка повинне стати висунення в сенат. Щоб усунути перешкоди, він має намір скомпрометувати одного з найвпливовіших своїх опонентів — суддю Ірвіна. Знайти відомості, що порочать Ірвіна, Старк доручає своєму помічникові Джеку Бердену. Берден — один з небагатьох в оточенні Старка, хто ще зберіг залишки порядності.
Суддя Ірвін — старий друг сім'ї Берденів, і для Джека він є зразком чесності й шляхетності. Джек береться за роботу, упевнений, що вона не дасть жодних результатів.
Старк розпочинає грандіозний проект — будівництво найбільшої безкоштовної лікарні. Завідувати майбутньою лікарнею Старк запрошує доктора Адама Стентона. Стентон негативно ставиться до Старка, але губернатор хоче щоб він очолив лікарню.
Джек несподівано для себе виявляє в біографії судді Ірвіна украй непривабливий епізод. Прагнучи дати судді шанс виправдатися, Джек добивається від Старка права поговорити з суддею, перш ніж розголосити справу. Вислухавши Джека, Ірвін здійснює самогубство. Підряд на будівництво лікарні Старк під загрозою шантажу обіцяє — стараннями Крихти Дафі — віддати компанії, яка фінансує Макмерфі. Але незабаром Старк скасовує своє рішення.
Боротьба Макмерфі і Старка закінчується трагічно: Адам Стентон стріляє в Старка і тут же гине сам від кулі охоронця. Джек проводить нове розслідування і легко з'ясовує, що вбивство Старка організував Дафі. Він і коханка Старка Седі Берк спровокували Адама Стентона на цей крок. Дафі, як віце-губернатор, автоматично сідає в губернаторське крісло. Усвідомлюючи долю своєї провини в тому, що сталося, Берден утримується від будь-яких дій проти Дафі.

## У ролях
- Жжонов Георгій Степанович — Віллі Старк
- Козаков Михайло Михайлович — Джек Берден
- Лаврова Тетяна Євгенівна — Седі Берк
- Іванов Борис Володимирович — Дафі
- Демидова Алла Сергіївна — Анна Стентон
- Єфремов Олег Миколайович — Адам Стентон
- Плятт Ростислав Янович — Суддя Ірвін
- Папанов Анатолій Дмитрович — батько Джека Бердена
- Дуров Лев Костянтинович — Рафінад
- Євстигнєєв Євген Олександрович — Ларсон
- Будкевич Інга Миколаївна — секретарка президента
- Валерій Хлевінський — Том Старк

## Знімальна група
Автор сценарію і режисер — постановник Олександр Гуткович.

## Технічні дані
Фільм чорно-білий, чотирьохсерійний. Загальна тривалість фільму — 196 хвилин.

## Відеоматеріали
- Все королівське військо: Джек Берден і Рафінад (рос.) [Архівовано 23 січня 2014 у Wayback Machine.]
- Все королівське військо. Фінальна сцена (рос.) [Архівовано 30 червня 2014 у Wayback Machine.]